# 高岭镇 (望都县)
高岭镇，原为高岭乡，是中华人民共和国河北省保定市望都县下辖的一个乡镇级行政单位。2021年10月撤乡设镇。

## 行政区划
高岭镇下辖以下地区：
北高岭村、南高岭村、栗家村、孔士屯村、郄家村、曹家村、杨家村、李家村、梁家屯村、葛家村、张家村、郭家村、孙家村、黄家村、安乐庄村、天寺台村、候陀村、东白陀村、西白陀村、小白陀村、王营村、东后营村和野场村。